# UPT. Sinunukan IV
UPT. Sinunukan IV is een bestuurslaag in het regentschap Mandailing Natal van de provincie Noord-Sumatra, Indonesië. UPT. Sinunukan IV telt 279 inwoners (volkstelling 2010).